# Танковое (Красноперекопский район)
Та́нковое (до 1948 года участок № 9; укр. Танкове, крымскотат. Tankovoye, Танковое) — село в Красноперекопском районе Республики Крым, входит в состав Ишуньского сельского поселения (согласно административно-территориальному делению Украины — Ишуньского сельского совета Автономной Республики Крым).

## Население
| 2001 | 2014 |
| ---- | ---- |
| 258  | ↘229 |

Всеукраинская перепись 2001 года показала следующее распределение по носителям языка
| Язык       | Процент |
| ---------- | ------- |
| русский    | 70.16   |
| украинский | 20.54   |
| другие     | 0.78    |

### Динамика численности
- 1926 год — 87 чел.[10]
- 1989 год — 169 чел.[11]
- 2001 год — 258 чел.[12]
- 2009 год — 227 чел.[13]
- 2014 год — 229 чел.[14]

## Современное состояние
На 2017 год в Танковом числится 2 улицы: Днепровская и Серёгина; на 2009 год, по данным сельсовета, село занимало площадь 41,5 гектара, на которой в 98 дворах проживало 227 человек, действует сельский клуб, Танковое связано автобусным сообщением с райцентром и соседними населёнными пунктами.

## География
Танковое — село в центре района, на южных берегах озера Красное, вдоль западной окраины проходит основное русло Северо-Крымского канала, высота центра села над уровнем моря — 7 м. Ближайшее село — Ишунь в 1 км на юг, райцентр — западнее, фактически, на другом берегу канала, примерно в 4 километрах по шоссе, там же ближайшая железнодорожная станция — Красноперекопск (на линии Джанкой — Армянск). Транспортное сообщение осуществляется по региональной автодороге 35Н-296 Красноперекопск — Красноармейское (по украинской классификации — С-0-10725).

## История
Впервые в доступных источниках поселение на месте современного Танкового, как Казённый участок № 8, обозначен на карте Крымского статистического управления 1922 года, а Казённый участок № 9 встречается в Списке населённых пунктов Крымской АССР по Всесоюзной переписи 17 декабря 1926 года, согласно которому в селе Казённый участок № 9, Ишуньского сельсовета (в котором село состоит всю дальнейшую историю) Джанкойского района, числилось 16 дворов, из них 15 крестьянских, население составляло 87 человек, из них 85 украинцев и 2 русских. Постановлением ВЦИК от 30 октября 1930 года был восстановлен Ишуньский район и село, вместе с сельсоветом, включили в его состав. Постановлением Центрального исполнительного комитета Крымской АССР от 26 января 1938 года Ишуньский район был ликвидирован и создан Красноперекопский район с центром в поселке Армянск (по другим данным 22 февраля 1937 года). На подробной карте РККА северного Крыма 1941 года в 9 Казённом участке отмечено 38 дворов.
В годы Великой Отечественной войны, при обороне Крыма в октябре 1941 года, в окрестностях села на Ишуньских позициях вели бой воины 51-й армии. Во время освобождения Крыма в апреле 1944 года, бои за село вели бойцы 126-й стрелковой дивизии и 19-го танкового корпуса. В 1971 году останки погибших воинов, похороненных в разных местах окрестностей села, перезахоронили в одну братскую могилу на сельское кладбище Танкового. На могиле установлен памятник — стела с надгробной плитой. Постановлением Совета министров Республики Крым № 627 от 20 декабря 2016 года памятник отнесён к категории объектов культурно-исторического наследия России регионального значения.
С 25 июня 1946 года селение в составе Крымской области РСФСР. Указом Президиума Верховного Совета РСФСР от 18 мая 1948 года, участок № 9 переименовали в Танковое. 26 апреля 1954 года Крымская область была передана из состава РСФСР в состав УССР. По данным переписи 1989 года в селе проживало 169 человек. С 12 февраля 1991 года село в восстановленной Крымской АССР, 26 февраля 1992 года переименованной в Автономную Республику Крым. С 21 марта 2014 года в составе Крыма аннексировано Россией.